# 吉米利欧
吉米利欧（法語：Guimiliau，法語發音：[ɡimiljo]）是法国菲尼斯泰尔省的一个市镇，位于该省北部，属于莫尔莱区。

## 地理
吉米利欧（48°29'16"N, 3°59'56"W）面积11.22 平方千米，位于法国布列塔尼大區菲尼斯泰尔省，该省份为法国最西部的省份，位于布列塔尼半岛西部，北西南三面环大西洋，东临阿摩尔滨海省和莫尔比昂省。
与吉米利欧接壤的市镇（或旧市镇、城区）包括：吉克朗、朗波勒吉米利欧、圣索沃尔、圣泰戈内克-洛克埃吉内尔。

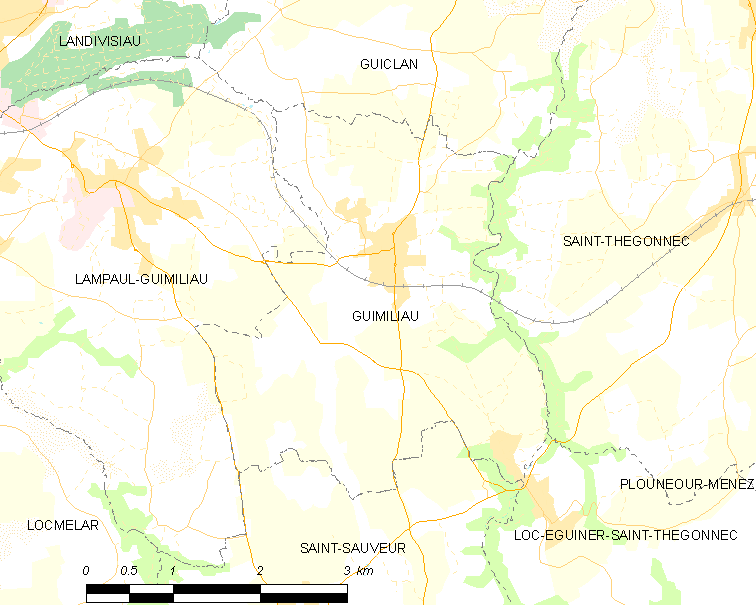
吉米利欧的OSM定位图

吉米利欧的时区为UTC+01:00、UTC+02:00（夏令时）。

## 行政
吉米利欧的邮政编码为29400，INSEE市镇编码为29074。

## 政治
吉米利欧所属的省级选区为朗迪维肖县。

## 人口

1962-2008年间吉米利欧人口变化图示

吉米利欧于2022年1月1日时的人口数量为1000人。